# Melanie Leupolz
Melanie Leupolz, född den 14 april 1994 i Wangen im Allgäu, är en tysk fotbollsspelare (mittfältare) som representerar Real Madrid Femenino och fram till 2023 det tyska landslaget.

## Klubbkarriär
Leupolz värvades av Bayern München år 2014 och blev tysk mästare året därpå.
Den 23 mars 2020 meddelades det att Chelsea hade värvat Leupolz på ett treårskontrakt. Den 10 januari 2023 förlängdes kontraktet till sommaren 2026.

## Landslagskarriär
Leupolz spelade i flera ungdomslandslag och blev U20-världsmästare år 2012.
Hon gjorde sin debut i A-landslaget i en match mot Kanada den 19 juni 2013. Hon blev Europamästare med Tyskland senare samma år.
Leupolz var en del av Tysklands trupp i VM i Kanada år 2015. Hon fick speltid i alla Tysklands matcher i turneringen, förutom i gruppspelsmatchen mot Norge. Hon gjorde ett mål i gruppspelsmatchen mot Thailand.
I september 2023 meddelade Leupolz att hon slutar i landslaget.